# Césaire Rabenoro
Césaire Rabenoro, né le 27 août 1923 et mort le 24 janvier 2002, est un botaniste, diplomate et homme politique malgache. 

## Biographie
Césaire Rabenoro a fait ses études en France, d'abord à la Faculté de pharmacie de Paris puis de science politique à Aix-en-Provence.
En 1960, il fait partie de la délégation de vingt-quatre membres qui négocie avec le gouvernement français les modalités de l'indépendance.
De 1960 à 1967, il est Commissaire général au Plan, et Secrétaire d'État aux Affaires étrangères, en tandem avec Jacques Rabemananjara, puis ambassadeur de la République malgache à Londres et à Paris. 
Il est ensuite ministre de la Santé publique (1970-1971), ensuite de l'Industrie et du Commerce (1971-1972) dans les derniers gouvernements de la Première république malgache de Philibert Tsiranana.
Il est ministre des Affaires étrangères de Madagascar de 1991 et 1993 dans le gouvernement de Guy Razanamasy qui inaugure la Troisième République. 
Membre de l'Académie malgache, il préside celle-ci de 1973 à sa mort.

## Œuvres
Il a écrit plusieurs livres sur les affaires extérieures, notamment Les Relations extérieures de Madagascar de 1960 à 1972 publié en 2000  (ISBN 978-2-8580-2662-3) aux Presses universitaires d'Aix-Marseille en coédition avec L'Harmattan.